# Niphetogryllacris gravelyi
Niphetogryllacris gravelyi är en insektsart som först beskrevs av Griffini 1914.  Niphetogryllacris gravelyi ingår i släktet Niphetogryllacris och familjen Gryllacrididae. Inga underarter finns listade i Catalogue of Life.